# Atsutaka Nakamura
Atsutaka Nakamura (jap. 中村 充孝 Nakamura Atsutaka; ur. 13 września 1990) – japoński piłkarz występujący na pozycji pomocnika. Obecnie występuje w Iwate Grulla Morioka.

## Kariera klubowa
Od 2009 roku występował w klubach Kyoto Sanga FC i Kashima Antlers.